# Холмок (Закарпатская область)
Холмо́к (укр. Холмок) — село в Ужгородском районе Закарпатской области Украины. Административный центр Холмковской сельской общины.
Население по переписи 2001 года составляло 1179 человек. Почтовый индекс — 89422. Занимает площадь 4,54 км².